# Einsiedelei (Graz)
Die Einsiedelei ist eine Ortslage im  14. Grazer Gemeindebezirk Eggenberg.
Am Fuß des Plabutsch, fünf Gehminuten vom Schloss Algersdorf entfernt, lag bis in die Zwischenkriegszeit eine Gaststätte mit dem Namen Zur Einsiedelei. Zur Anlage gehörten eine kapellenartige Hütte und eine überbaute Quelle. Zusätzlich existierte ein als „Tropfsteinhöhle“ bezeichnetes Höhlensystem, in dem prähistorische Knochen gefunden wurden. Von der Anlage ist heute nichts erhalten.
Der Straßenname Weg zur Einsiedelei erinnert noch an die Vergangenheit dieses Ortes.